# Kafarna
Kafarna (tiếng Ả Rập: كفرنه) là một ngôi làng Syria nằm ở Salqin Nahiyah ở huyện Harem, Idlib. Theo Cục Thống kê Trung ương Syria (CBS), Kafarna có dân số 266 trong cuộc điều tra dân số năm 2004.